# 副黄体
副黄体（ふくおうたい、英: accessory corpus luteum）とは妊娠動物の卵巣において、妊娠黄体の他に妊娠中に形成される黄体であり、副黄体からは多量のプロゲステロンが分泌される。ウマでは副黄体は妊娠90日頃より退行し始め、210日頃には完全に退行する。その後黄体に代わり胎盤がプロゲステロンを分泌するが、その血中濃度は妊娠維持に必要な量だけであり低い。